# Werner Altpeter
Werner Altpeter (* 8. August 1902 in Heilbronn; † 1985 in Frankfurt am Main) war ein deutscher Lebensreformer, Pionier der Reformhaus-Bewegung und Nationalsozialist.

## Leben
Altpeter war der Sohn eines Heilbronner Ingenieurs und Industriellen. Nach dem Ersten Weltkrieg arbeitete er als Kaufmann im landwirtschaftlichen Genossenschaftswesen. Zugleich leitete er ab 1921 eine Jugendturnergruppe in Frankfurt am Main. Ab 1925 war er Redakteur der Zeitschrift „Das Reformhaus“ (später „Reform-Rundschau“), seit 1932 alleinig, und blieb in deren Schriftleitung bis 1975.
Altpeter trat zum 1. März 1937 der NSDAP bei (Mitgliedsnummer 3.912.583) und schrieb 1939: „Alle Lebensreform hat im nationalsozialistischen Staat den Zweck, die Volksgesundheit und damit Wehrfähigkeit, Gebärfähigkeit und Leistungsfähigkeit zu steigern.“ In der Kundenzeitschrift der Reformhäuser tauchten immer wieder Themen auf, die vom Gedankengut des Nationalsozialismus angeregt waren. Im Juli 1934 schrieb Altpeter einen Artikel über »Die Nase als Charaktermerkmal«. Er war begleitet von einer Grafik mit verschiedenen Nasentypen: die »Kindesnase«, die »Slawennase«, die »Deutsche Nase«, die »Griechische Nase«, die »Römernase« und die »Judennase«. Seine Schrift Werde Menschenkenner! wurde 1937 aber verboten, vermutlich, weil der Rassismus zu wenig radikal war. 1939 war er zudem Mitglied in der DAF, NSV und dem NSRL.
Bei der Organisation der „Volksgesundheitswochen“ in den 1950er Jahren war er führend beteiligt. Neben der „Fresswelle“ kritisierte er die „seelische Übersättigung“ in der Bundesrepublik. Politisch engagierte er sich in der freiwirtschaftlichen Freie-Soziale Union, auf deren bremischer Landesliste er bei der Bundestagswahl 1969 erfolglos kandidierte.

## Schriften
- mit Hans Gregor: Die neue Ernährungslehre. Frankfurt am Main 1930.
- Werde Menschenkenner! Menschenkunde f. jedermann. 1929, 1934 (Untertitel: Einführung in die Gesichts-, Schädel- und Körper-Ausdruckskunde auf Grund der Forschungen von Carl Huter, Carl Gustav Carus, Franz Joseph Gall, E. Issberner-Haldane u. a.), 1937 (Verbot), veränderte Neuauflage 1949, 1966.
- Mit Ernst Issberner-Haldane: Eheleben und Ehewahl nach Körperformenkunde und Astrologie. Siegismund, Berlin 1932.
- (Hrsg.): Jahrbuch der Deutschen Lebensreform. 1937–1941.
- Was ist Lebensreform? Grundlegende Gedanken über sämtliche Gebiete der heutigen Lebensreform. Steinkopf, Stuttgart 1939.
- Reformerische Ratschläge. Verlag d. Reform-Rundschau, 1952.
- Zeichen der Zeit. 1956 (Gesammelte Aufsätze).
- Zur Geschichte der Lebensreform. Bad Homburg-Weinheim 1964.